# Numeryczna reguła fiskalna
Numeryczna reguła fiskalna – instrument ograniczający zakres prowadzonej polityki fiskalnej przyjmujący formę limitów ilościowych (określanych na dany rok budżetowy bądź w ramach limitów wieloletnich), dotyczący przede wszystkim:
- dopuszczalnego salda budżetowego;
- wielkości długu publicznego;
- wzrostu lub poziomu wydatków budżetowych.

Numeryczne reguły fiskalne mogą dotyczyć całego sektora finansów publicznych, bądź jego fragmentów (budżet państwa, jednostki samorządu terytorialnego, fundusze ubezpieczeń społecznych). Występują także reguły o charakterze ponadnarodowym, będące elementami traktatów ustanawiających unie monetarne oraz walutowe (Unia Europejska, MERCOSUR, Pakt Andyjski, Unia Celna i Gospodarcza Afryki Środkowej, Zachodnioafrykańska Unia Gospodarczo-Walutowa). Część z reguł numerycznych ma charakter niesformalizowany (niezapisany w akcie prawnym), związany z deklaracją władz lub porozumieniem politycznym (np. reguła Belki, kotwica budżetowa). Należy zauważyć, że mogą one być porzucane (np. reguła Belki).
Wielkości progowe przyjęte w konstrukcji danej reguły fiskalnej mogą być wyrażone nominalnie, w wielkościach skorygowanych o wahania cyklu koniunkturalnego (saldo cykliczne, strukturalne).

## Przykłady i występowanie numerycznych reguł fiskalnych[5]
| Numeryczna reguła fiskalna                 | Występowanie | Konstrukcja |
| ------------------------------------------ | --- | --- |
| „złota reguła”                             | Niemcy, Francja, Wielka Brytania, Japonia, Włochy (poziom lokalny) | Zakaz zaciągania zobowiązań na finansowanie wydatków bieżących, deficyt nie może przekroczyć wielkości wydatków o charakterze inwestycyjnym (majątkowym)                                                                                   |
| zrównoważony budżet                        | Stany Zjednoczone (poziom stanowy, z wyjątkiem stanu Vermont), Belgia (sektor ubezpieczeń społecznych), Kanada, Szwecja (poziom lokalny), Włochy (poziom regionalny), Szwajcaria (kantony), Unia Europejska (jako organizacja), | Dochody = wydatki |
| saldo strukturalne                         | Chile | Nadwyżka strukturalna budżetu państwa 1% PKB przy założeniu długookresowej ceny miedzi |
| limit deficytu w relacji do PKB            | kraje członkowskie Unii Europejskiej (europejskie reguły fiskalne), Armenia, Japonia, Hiszpania (poziom lokalny), Finlandia | 3% PKB (kraje UE) |
| limit deficytu w relacji do dochodów       | Francja (poziom lokalny) | Deficyt planowany < 5% dochodów w roku poprzednim |
| limit długu publicznego w relacji do PKB   | kraje członkowskie Unii Europejskiej (europejskie reguły fiskalne), Polska, Chorwacja, Estonia, Finlandia, Wielka Brytania, Kanada, Słowacja, Nowa Zelandia                                                                     | Państwowy Dług Publiczny < 60%PKB (Polska) |
| limitowanie długu w relacji do dochodów    | Estonia (poziom lokalny), Hiszpania (poziom lokalny), Słowacja | 60% planowanych dochodów pomniejszonych o otrzymane dotacje (Estonia) |
| ograniczenie kwoty poręczeń                | Armenia | Poręczenia niższe niż 10% dochodów podatkowych |
| ograniczenie wydatków na obsługę długu     | Estonia, Węgry, Słowacja, Polska | Wydatki na obsługę długu < 70% dochodów własnych (Węgry) |
| limity nominalnego wzrostu wydatków        | Belgia, Luksemburg, Niemcy, Czechy, Szwecja, Włochy | – |
| limity realnego wzrostu wydatków           | Dania, Finlandia, Holandia, Islandia | – |
| zakaz wzrostu wydatków w roku wyborczym    | Kolumbia (wydatki osobowe), Brazylia (wydatki osobowe, przenoszenie wydatków na okresy powyborcze) | – |
| hamulec długu publicznego (Schuldenbremse) | Szwajcaria (poziom federalny) | Wydatki = dochody skorygowane o wahania cyklu koniunkturalnego oraz stwierdzone ex-post odchylenia od tego limitu w poprzednich latach. Tworzy się rachunek wyrównawczy zabezpieczający przed negatywnym wpływem osłabienia gospodarczego. |